# Stereohypnum pallidum
Stereohypnum pallidum là một loài Rêu trong họ Hypnaceae. Loài này được (Brid.) M. Fleisch. mô tả khoa học đầu tiên năm 1908.